# Junji Koizumi
Junji Koizumi (小泉 淳嗣 Koizumi Junji?,  nacido el 11 de enero de 1968 en Tochigi) es un exfutbolista japonés. Jugaba de defensa y su último club fue el Kawasaki Frontale de Japón.

## Trayectoria

### Clubes
| Club              | País  | Año         |
| ----------------- | ----- | ----------- |
| Yokohama Marinos  | Japón | 1988 - 1995 |
| Yokohama Flügels  | Japón | 1995 - 1996 |
| Kawasaki Frontale | Japón | 1997        |

## Palmarés

### Títulos nacionales
| Título                   | Club             | País  | Año       |
| ------------------------ | ---------------- | ----- | --------- |
| Copa Japan Soccer League | Nissan Motors    | Japón | 1988      |
| Copa del Emperador       | Nissan Motors    | Japón | 1988      |
| Japan Soccer League      | Nissan Motors    | Japón | 1988-1989 |
| Copa Japan Soccer League | Nissan Motors    | Japón | 1989      |
| Copa del Emperador       | Nissan Motors    | Japón | 1989      |
| Japan Soccer League      | Nissan Motors    | Japón | 1989-1990 |
| Copa Japan Soccer League | Nissan Motors    | Japón | 1990      |
| Copa del Emperador       | Nissan Motors    | Japón | 1991      |
| Copa del Emperador       | Yokohama Marinos | Japón | 1992      |